# GoldEd
GoldED — популярний редактор повідомлень для мережі Фідонет і сумісних мереж. Програму створили Одінн Сьоренсен (дан. Odinn Sørensen) і Дірк А. Мюллер (Dirk A. Mueller). Вона поширювалася на умовах умовно-безкоштовного програмного забезпечення (англ. shareware).
Остання версія, розроблена авторами (3.0.1), випускалася для п'яти платформ: DOS16; DOS32; OS/2; Win32; Linux.

## Опис
GoldED був одним із найпоширеніших текстових редакторів повідомлень у середовищі Фідонет у 1990-х роках. Він підтримував ANSI-графіку, макроси, шаблони повідомлень, багатофайлову навігацію та інтеграцію з поштовими пакетами.

## Історія
Розробка GoldED почалася на початку 1990-х. Після припинення активної підтримки оригінальними авторами, розвиток програми продовжився у вигляді форку — GoldED+.